# Kjonggi
Provincie Kjonggi (korejsky 경기도 – 京畿道; Gyeonggi-do) je nejlidnatější z provincií Jižní Koreje. Leží na severozápadě země a obklopuje jihokorejské hlavní město Soul, které ovšem není její součástí, podobně jako Inčchon, s kterým sousedí na severozápadě. Jejím hlavním městem je Suwon. Celá provincie má rozlohu 11 730 čtverečních kilometrů a v roce 2005 v ní žilo 22 766 850 obyvatel, což bylo 48 % obyvatelstva země.